# Liste der Länderspiele der französischen Frauen-Feldhandballnationalmannschaft
Diese Liste enthält Feldhandballspiele der französischen Feldhandballnationalmannschaft der Frauen.

## Legende
Dieser Abschnitt dient als Legende für die nachfolgenden Tabellen.
- A = Auswärtsspiel
- H = Heimspiel
- * = Spiel an neutralem Ort
- WM = Weltmeisterschaft
- rote Hintergrundfarbe = Niederlage der niederländischen Mannschaft
- grüne Hintergrundfarbe = Sieg der niederländischen Mannschaft
- gelbe Hintergrundfarbe = Unentschieden

## Liste der Spiele
| Nr. | Datum               | Ergebnis   | Gegner           |   | Austragungsort                   | Anlass               | Zuschauer | Bemerkungen |
| --- | ------------------- | ---------- | ---------------- | - | -------------------------------- | -------------------- | --------- | ----------- |
|     | 27. Okt. 1946       | 0:04 (0:3) | Niederlande      | A | Den Haag                         |                      |           | [ 1 ]       |
|     | 24. Nov. 1946 15:30 | 2:07 (1:3) | Österreich       | H | Niort, Stade de Genève           |                      | 3 000     | [ 2 ]       |
|     | 30. Nov. 1947       | 0:03 (0:2) | Niederlande      | H | Villemomble, Stade Claude Ripert |                      |           | [ 3 ]       |
|     | 25. Sep. 1949 17:00 | 2:04 (1:4) | Tschechoslowakei | * | Ungarn 1949                      | WM-Platzierungsrunde |           | [ 4 ] [ 5 ] |
|     | 26. Sep. 1949       | 3:07 (2:3) | Ungarn           | A | Ungarn 1949                      | WM-Platzierungsrunde |           | [ 4 ] [ 5 ] |
|     | 27. Sep. 1949       | 1:08 (1:2) | Österreich       | * | Budapest, Béke téri Stadion      | WM-Platzierungsrunde | 3 500     | [ 4 ] [ 5 ] |
|     | 11. Juni 1950       | 3:06 (1:3) | Niederlande      | A | Groningen                        |                      |           |             |
|     | 27. Okt. 1951 14:30 | 2:04 (2:3) | Niederlande      | H | Paris, Stade Jean-Bouin          |                      |           | [ 6 ] [ 7 ] |
|     | 30. Nov. 1952 11:30 | 0:06 (0:2) | BR Deutschland   | A | Hagen                            |                      | 6 000     | [ 8 ]       |
|     | 11. Apr. 1954       | 4:07 (2:7) | BR Deutschland   | H | Cernay                           |                      |           |             |
|     | 3. Juli 1956        | 2:05 (1:2) | Rumänien         | * | Mannheim                         | WM-Hauptrunde        |           |             |
|     | 5. Juli 1956        | 4:04       | Österreich       | * | Landau                           | WM-Hauptrunde        |           |             |
|     | 7. Juli 1956        | 3:10 (3:4) | Jugoslawien      | * | Darmstadt                        | WM-Spiel um Platz 5  |           |             |